# 5857 Neglinka
5857 Neglinka este un asteroid din centura principală de asteroizi.

## Descriere
5857 Neglinka este un asteroid din centura principală de asteroizi. A fost descoperit pe 3 octombrie 1975 la Observatorul astrofizic din Crimeea de Liudmila Cernîh. El prezintă o orbită caracterizată de o semiaxă mare de 2,26 ua, o excentricitate de 0,14 și o înclinație de 2,2° în raport cu ecliptica.